# Taiki Nakamura
Taiki Nakamura (japanisch 中村 太樹; * 14. Juli 2002) ist ein japanischer Judoka. Er wurde 2024 Asienmeister und Weltmeisterschaftsdritter.

## Sportliche Karriere
Taiki Nakamura kämpft in der Gewichtsklasse bis 60 Kilogramm, dem Superleichtgewicht. 2022 siegte er bei den Juniorenweltmeisterschaften. Im April 2023 gewann er bei den japanischen Meisterschaften. Im Juli 2023 wurden die Summer World University Games 2021 in Chengdu nachgeholt. Nakamura gewann den Titel mit einem Finalsieg über den Taiwaner Yang Yung-wei.
Im April 2024 trafen Nakamura und Yang im Finale der Asienmeisterschaften erneut aufeinander und wieder siegte der Japaner. Im Mai 2024 bei den Weltmeisterschaften in Abu Dhabi bezwang Nakamura im Viertelfinale den Südkoreaner Lee Ha-rim, im Halbfinale unterlag Nakamura dem Georgier Giorgi Sardalaschwili. Mit einem Sieg über den Kasachen Jeldos Smetow erkämpfte Nakamura eine Bronzemedaille. Im Dezember 2024 gewann er beim Turnier in Tokio seinen ersten Grand-Slam-Titel, wobei er im Finale seinen Landsmann Ryūju Nagayama besiegte, der das Turnier im Jahr zuvor gewonnen hatte.